# Dimethylsulfid
Dimethylsulfid (DMS), auch Methylthiomethan ist eine schwefelhaltige organische Verbindung (also eines der Dialkylsulfide) mit der chemischen Formel (CH3)2S. Es ist der einfachste Thioether, die am häufigsten biogen in die Atmosphäre emittierte Schwefelverbindung und (neben anderen Verbindungen) verantwortlich für den typischen Geruch des Meeres. DMS entsteht unter anderem beim Kochen von verschiedenen Gemüsen, insbesondere Getreide und Kohl, sowie Meeresfrüchten. Außerdem dient es als Indikator für eine bakterielle Infizierung bei der Malzherstellung. Dimethylsulfid ist ein Zersetzungsprodukt des Dimethylsulfoniumpropionats (DMSP), kann aber auch bei der bakteriellen Verstoffwechselung von Methanthiol entstehen.

## DMS aus dem Meer
DMS wird von Phytoplankton gebildet und ist in einigen nmol/l im Oberflächenwasser der Ozeane gelöst, wovon jährlich etwa 30 Millionen Tonnen in die Atmosphäre ausgasen. Dort oxidiert DMS über Dimethylsulfoxid (DMSO) und Schwefeldioxid zu Schwefelsäure, die zu Tröpfchen kondensiert. Über den Ozeanen ist das die dominante Quelle von Kondensationskeimen für die Wolkenbildung und beeinflusst damit deutlich das Erdklima, siehe CLAW-Hypothese.

## Bedeutung als Geruchsstoff
Krill frisst Phytoplankton und riecht daher nach DMS, was manche Nahrung suchende Seevögel wahrnehmen. Durch Bewuchs mit Phytoplankton riecht auch treibender Müll nach DMS und wird mit Krill verwechselt.
DMS ist weiterhin eine Komponente der Blähungsgase und von Mundgeruch im menschlichen Atem, es wird von anaeroben Bakterien im Mund- und Zungenbereich erzeugt oder wird als Abbauprodukt von Medikamenten über die Lunge ausgeschieden.

## Vorkommen im Weltall
Die NASA gab am 12. September 2023 bekannt, dass bei der Untersuchung des Exoplaneten K2-18b möglicherweise DMS in der Atmosphäre gefunden wurde. Da das Vorkommen von DMS auf der Erde nur im Zusammenhang mit Leben bekannt ist, wird dies als möglicher Bioindikator für extraterrestrische Lebensformen diskutiert. Spätere Untersuchungen relativierten diesen Befund und stellten die Möglichkeit, dass das James Webb Space Teleskop DMS tatsächlich detektiert hatte, in Frage. 2025 wurde schließlich der Fund von Dimethylsulfid (und/oder Dimethyldisulfid) abermals bestätigt.

## Herstellung
DMS wird industriell mit Aluminiumoxid als Katalysator aus Schwefelwasserstoff und Methanol hergestellt.
Es fällt außerdem bei der Zellstoffherstellung nach dem Sulfatverfahren in der Papierindustrie in der Schwarzlauge als Nebenprodukt an.

## Verwendung
In der Industrie wird DMS bei der Raffination von Erdöl sowie in petrochemischen Produktionsprozessen zur Reduktion der unerwünschten Bildung von Koks und Kohlenstoffmonoxid verwendet. Außerdem wird es in einer Reihe von organischen Synthesen genutzt. Ein weiteres Anwendungsgebiet findet sich als Duftstoff für Kosmetika und als Aromakomponente in der Lebensmittelindustrie.
Die Genehmigung von Dimethylsulfid als Grundstoff zur Verwendung als nichtletaler Lockstoff für Trüffelkäfer (Leiodes cinnamomeus) wurde auf Grund der toxikologischen Bewertungen und Bedenken in der EU nicht erteilt.
Dimethylsulfid kann natürlich oder künstlich zu Dimethylsulfoxid oxidiert werden, welches verschiedene wichtige Eigenschaften als Lösungsmittel hat.

## Sicherheitshinweise
Dimethylsulfid ist eine leichtentzündliche Chemikalie (Flammpunkt: −45 °C im geschlossenen Tiegel; Zündtemperatur: 205 °C) und als gesundheitsschädlich eingestuft. Es ist sehr leicht flüchtig, die Dämpfe sind schwerer als Luft und bilden mit ihr ein explosionsfähiges Gemisch. Die untere Explosionsgrenze liegt bei 2,2, die obere bei 19,7 Volumenprozent DMS. Mit einer Mindestzündenergie von 0,48 mJ sind Dampf-Luft-Gemische extrem zündfähig.
Die LD50 bei oraler Applikation beträgt für Mäuse 3700 mg/kg, die Werte für Ratten reichen von 535 bis 3300 mg/kg.

## Verwandte Verbindungen
- Dimethyldisulfid
- Dimethyltrisulfid
- Dimethyltetrasulfid